# Astrochelys
Astrochelys – rodzaj żółwi z rodziny żółwi lądowych (Testudinidae).

## Zasięg występowania
Rodzaj obejmuje dwa gatunki występujące na Madagaskarze.

## Systematyka

### Etymologia
- Astrochelys: gr. αστηρ astēr, αστερος asteros „gwiazda”[6]; χελυς khelus „żółw rzeczny”[7].
- Angonoka: lokalna, malgaska nazwa Angonoka dla żółwia madagaskarskiego[3]. Gatunek typowy: Testudo yniphora Vaillant, 1885.

### Podział systematyczny
Do rodzaju należą następujące gatunki:
- Astrochelys radiata (Shaw, 1802) – żółw promienisty[8]
- Astrochelys yniphora (Vaillant, 1885) – żółw madagaskarski[8]